# Campionato europeo della montagna 2019
Il Campionato europeo della montagna 2019, ufficialmente denominato 2019 FIA European Hill Climb Championship, è stata la sessantanovesima edizione del Campionato europeo della montagna, manifestazione organizzata annualmente dalla Federazione Internazionale dell'Automobile, e si è svolto tra il 14 aprile e il 15 settembre 2019 su dodici tappe da disputarsi in altrettante differenti nazioni.
Detentori dei titoli 2018 sono l'italiano Christian Merli, che si aggiudicò la classifica finale nella Categoria II, e il ceco Lukáš Vojáček, vincitore in Categoria I.

## Calendario prove
Il campionato è costituito da dodici appuntamenti da disputarsi in altrettante differenti nazioni.
| Tappa | Data         | Gara                                                                | Sede                       | Vincitore assoluto                          |
| ----- | ------------ | ------------------------------------------------------------------- | -------------------------- | ------------------------------------------- |
| 1     | 14 aprile    | 47ème Course de Côte Internationale St-Jean du Gard - Col St-Pierre | Saint-Jean-du-Gard Francia | Christian Merli - Osella FA30 Evo-Zytek LRM |
| 2     | 28 aprile    | Grosser Bergpreis von Österreich - Rechbergrennen 2019              | Tulwitz Austria            | Christian Merli - Osella FA30 Evo-Zytek LRM |
| 3     | 12 maggio    | 40ª Rampa Internacional da Falperra                                 | Braga Portogallo           | Christian Merli - Osella FA30 Evo-Zytek LRM |
| 4     | 19 maggio    | 48ª Subida Internacional al Fito                                    | Arriondas Spagna           | Christian Merli - Osella FA30 Evo-Zytek LRM |
| 5     | 2 giugno     | Ecce Homo Šternberk 2019                                            | Šternberk Rep. Ceca        | Christian Merli - Osella FA30 Evo-Zytek LRM |
| 6     | 16 giugno    | 24. Internationales ADAC Glasbachrennen                             | Bad Liebenstein Germania   | Christoph Lampert - Osella FA30-Zytek       |
| 7     | 7 luglio     | 69ª Trento-Bondone                                                  | Trento Italia              | Simone Faggioli - Norma M20FC-Zytek         |
| 8     | 21 luglio    | XXXVI. Dobšinský kopec                                              | Dobšiná Slovacchia         | Simone Faggioli - Norma M20FC-Zytek         |
| 9     | 28 luglio    | 11th Hill Climb Limanowa                                            | Limanowa Polonia           | Simone Faggioli - Norma M20FC-Zytek         |
| 10    | 18 agosto    | 76ème Course de Côte Internationale St-Ursanne – Les Rangiers       | Saint-Ursanne Svizzera     | Simone Faggioli - Norma M20FC-Zytek         |
| 11    | 1º settembre | 25. GHD Petrol Ilirska Bistrica                                     | Ilirska Bistrica Slovenia  | Simone Faggioli - Norma M20FC-Zytek         |
| 12    | 15 settembre | 38. Buzetski dani                                                   | Buzet Croazia              | Milos Benes - Osella FA30-Zytek             |

## Classifiche

### Sistema di punteggio
Per ogni Gruppo vengono assegnati punti ai primi dieci classificati nel seguente ordine: 25-18-15-12-10-8-6-4-2-1 e se vi sono meno di 3 iscritti, il punteggio viene dimezzato. Vengono inoltre scartati i due peggiori risultati ottenuti, di cui uno nelle prime sei gare e uno nelle seconde sei.
I punti conquistati nei rispettivi gruppi saranno validi per il conseguimento della posizione in classifica generale, a prescindere dal risultato ottenuto a livello assoluto in ciascun appuntamento.
In caso di parità tra concorrenti (stessi punti a fine stagione), non vi sarà un'ulteriore criterio di separazione, per cui tali piloti verrebbero classificati ex aequo.

### Categoria I[15]
| Pos. | Pilota             | Vettura                                | Gruppo | STJ    | REC  | FAL  | FIT  | ECC  | GLA | TRE  | DOB | LIM  | STU  | ILI  | BUZ | Punti |
| ---- | ------------------ | -------------------------------------- | ------ | ------ | ---- | ---- | ---- | ---- | --- | ---- | --- | ---- | ---- | ---- | --- | ----- |
| 1    | Lukas Vojacek      | Subaru Impreza WRX                     | A      | (12,5) | 25   | 25   | 25   | 25   | 25  |      | 25  | 25   | 25   | 18   | 15  | 233   |
| 2    | Antonino Migliuolo | Mitsubishi Lancer Evo IX               | N      | 18     | (12) | 25   | 25   | 25   | 25  | 25   | 18  | 18   | 12,5 | 25   | Rit | 216,5 |
| 3    | Jan Milon          | McLaren 650S                           | GT     |        | 12,5 | 25   | 12,5 | 12,5 | 18  |      | 25  | 12,5 | 12,5 | 12,5 | 15  | 158   |
| 4    | Luca Zuurbier      | Honda Civic Type R                     | A      |        | 15   | 18   | 18   | NP   | 18  | (15) | 18  | 18   | 18   | 15   | 18  | 156   |
| 5    | Laszlo Hernadi     | Mitsubishi Lancer Evo IX R4            | S20    | 12,5   | 12,5 | 12,5 | 12,5 | 18   |     | 12   | 15  | 15   | (9)  | 12,5 | 18  | 140,5 |
| 6    | David Dedek        | Alfa Romeo 147                         | A      |        | 12   | 15   | 15   | 18   | 15  | 12   | 15  | 15   | 15   |      | 4   | 136   |
| 7    | Tomas Vavrinec     | Mitsubishi Lancer Evo IX               | N      | 25     | 8    |      |      | 15   | 18  | 12   | 15  | 15   |      | 18   |     | 126   |
| 8    | Ivan Mutnansky     | Mitsubishi Lancer Evo X/Skoda Fabia R5 | S20    |        | 9    |      |      | 25   |     | 15   | 18  | 18   | 12,5 | (9)  | 15  | 112,5 |
| 9    | Peter Ambruz       | Mitsubishi Lancer Evo IX               | N      | 15     | 10   |      |      | 12   |     | 15   |     | 12   |      | 15   | 25  | 104   |
| 10   | Ales Prek          | Honda Civic Type R                     | A      |        | 18   |      |      |      |     |      |     |      |      | 25   | 25  | 68    |

### Categoria II[15]
| Pos. | Pilota            | Vettura               | Gruppo   | STJ | REC  | FAL  | FIT | ECC | GLA  | TRE | DOB | LIM  | STU  | ILI | BUZ | Punti |
| ---- | ----------------- | --------------------- | -------- | --- | ---- | ---- | --- | --- | ---- | --- | --- | ---- | ---- | --- | --- | ----- |
| 1    | Simone Faggioli   | Norma M20FC-Zytek     | E2-SC    | 25  | 25   | 25   | 25  | 25  |      | 25  | 25  | 25   | 25   | 25  |     | 250   |
| 1    | Christian Merli   | Osella FA30-Zytek LRM | E2-SS    | 25  | 25   | 25   | 25  | 25  |      | 25  | 25  | 25   | 25   | 25  |     | 250   |
| 3    | Christoph Lampert | Osella FA30-Zytek     | E2-SS    | NP  | 18   | 18   | 18  | 8   | 25   | 18  | 18  | 18   | (12) | 18  | 18  | 177   |
| 4    | Dan Michl         | Lotus Elise           | E2-SH    |     | 15   |      |     | 18  | 25   | 18  | 18  | (10) | 25   | 25  | 18  | 162   |
| 5    | Diego De Gasperi  | Osella FA30-Zytek     | E2-SS    | 18  | (15) | 15   | 15  | 18  | 18   | 15  | 15  | 15   | 18   | 15  |     | 162   |
| 6    | Sébastien Petit   | Norma M20FC           | E2-SC/CN | 18  | 18   | 18   | 10  | 25  |      | 18  |     | 18   |      | 18  | 15  | 158   |
| 7    | Marco Capucci     | Osella PA21/S Evo     | CN       | 25  | 12,5 | 12,5 | 18  | 18  |      | 15  | Rit | 25   |      |     |     | 126   |
| 8    | Christian Bouvier | Wolf GB08             | CN       | 12  |      |      | 15  | 12  | 12,5 |     | 25  | 18   | 15   | 15  |     | 124,5 |
| 9    | Petr Trnka        | Ligier JS53 Evo 2     | E2-SC    | (6) | 12   | 10   | 8   | 6   | 15   | 12  | 12  | 12   | (6)  | 8   | 12  | 107   |
| 10   | Marek Rybnicek    | McLaren F1 Evo        | E2-SH    |     | 25   |      |     | 25  | 18   |     | 25  | 12   | SQ   | NP  |     | 105   |